# John McKay (musicien)
Pour les articles homonymes, voir John McKay et McKay.
John McKay est un musicien anglais, né en 1957 connu pour avoir été le guitariste de Siouxsie and the Banshees, de juillet 1977 à septembre 1979.
En 2025, il publie son premier album Sixes And Sevens via son site officiel.

## Biographie
Il est originaire d'une banlieue résidentielle située à la périphérie de Londres.
Courant 1977, il s'intéresse aux groupes d'une nouvelle scène musicale émergeant en Angleterre. Il rencontre le batteur Kenny Morris avec qui il sympathise. Ce dernier lui propose de rejoindre les Banshees.
Sa première session d'enregistrement avec le groupe se déroule fin novembre 1977 aux Studios Maida Vale de la BBC Radio 1 pour l'émission de John Peel.
Il co-compose la majeure partie des morceaux de The Scream, un premier album qui sort en novembre 1978 avec un accueil positif de la presse anglaise. Le second disque, Join Hands, sort début septembre 1979. John McKay quitte le groupe précipitamment, en pleine tournée, à quelques heures d'un concert devant avoir lieu à Aberdeen.
Il travaille ensuite dans le milieu artistique et de la mode avec sa compagne.
En mai 2025, il publie son premier album solo Sixes And Sevens. L'album sort en vinyle, CD et digital. Le disque est composé de onze chansons, enregistrées entre 1980 et 1989 avec plusieurs musiciens dont Kenny Morris.

## Discographie

### En solo
- Sixes And Sevens (26 mai 2025 - sortie française)